# Annonciation (Lippi, Munich)
Pour les articles homonymes, voir Annonciation et L'Annonciation dans les arts.
L'Annonciation, aussi connue sous le nom d'Annonciation Murate, est une peinture de la Renaissance italienne, réalisée par le peintre Fra Filippo Lippi, autour de 1443-1450. Elle se trouve à l'Alte Pinakothek de Munich, en Allemagne.

## Description
Le tableau représente la Vierge Marie acceptant humblement son rôle de mère de Jésus, avec une main sur sa poitrine, tandis que la colombe, symbole du Saint-Esprit, lui est donnée. L'archange est à genoux devant elle, également avec une main sur sa poitrine en signe de salutation. La scène est encadrée par un portique ouvrant sur un jardin clos.